# Elías Palma
Elías Alberto Palma Bermúdez (Hojancha, 7 de julio de 1987) es un exfutbolista costarricense.

## Trayectoria

### L.D Alajuelense
Debutó con el equipo Alajuelense el 6 de agosto del 2006, proveniente de la cantera. Fue uno de los primeros jugadores erizos que subieron de categoría, esperando el cambio generacional que vivía el equipo alajuelense. Aunque tuvo mucha participación en la temporada del 2007, fue perdiendo el puesto.
Tras la llegada de Óscar Ramírez al banquillo rojinegro fue teniendo mayor regularidad, hasta alcanzar en el año 2013 la cantidad de 34 partidos consecutivos como titular en el cuadro rojinegro.

### Municipal Liberia
En mayo de 2015 se anuncia que se rescinde el contrato con Alajuelense, por lo que negocia y ficha por el Municipal Liberia, equipo que recién ascendía a la máxima categoría.
Fue separado del Municipal Liberia por mal comportamiento con un aficionado del equipo.
Palma se encaró fuertemente con un aficionado en el entretiempo del partido que el Municipal Liberia perdió de local 2 a 3 ante Belén FC el 10 de octubre en el estadio Edgardo Baltodano.

### Uruguay de Coronado
El miércoles 16 de diciembre de 2015 el Uruguay de Coronado lo presenta como su nuevo refuerzo para el Torneo de Verano 2016.

### Universidad de Costa Rica
El viernes 10 de junio de 2016 el Universidad de Costa Rica lo presenta como su nuevo refuerzo para el Torneo de Invierno 2016.

### Municipal Grecia
El 5 de julio de 2017 fue fichado por el Municipal Grecia. El 30 de noviembre de desvinculó del cuadro griego.

## Clubes
| Club                      | País       | Año       |
| ------------------------- | ---------- | --------- |
| L.D                       | Costa Rica | 2006-2015 |
| Municipal Liberia         | Costa Rica | 2015      |
| Uruguay de Coronado       | Costa Rica | 2016      |
| Universidad de Costa Rica | Costa Rica | 2016-2017 |
| Municipal Grecia          | Costa Rica | 2017-2018 |